# Haworthia latericia
Haworthia latericia är en grästrädsväxtart som beskrevs av M. Hayashi. Haworthia latericia ingår i släktet Haworthia och familjen grästrädsväxter. Inga underarter finns listade i Catalogue of Life.